# Saccolabiopsis rara
Saccolabiopsis rara là một loài thực vật có hoa trong họ Lan. Loài này được (Schltr.) J.J.Sm. miêu tả khoa học đầu tiên năm 1935.